# Штепањско насеље
Штепањско насеље је приградски, блоковски део Љубљане. Налази се око 6 km источно од центра града, јужно од Љубљанице и Фужина. Несеље је старије од Фужина (грађено у 70. годинама 20. века).

## Аутобуске линије
Насеље је крајна, односно почетна дестинација аутобуса број 5 и 9. Кроз насеље пролазе аутобуси на линијама 13, 24 и 28.